# Liste deutsch-amerikanischer Städtepartnerschaften
| US-amerikanische Stadt        | Deutsche Stadt                    | Land                         | Partnerschaft seit                                         |
| ----------------------------- | --------------------------------- | ---------------------------- | ---------------------------------------------------------- |
| Akron (Ohio)                  | Chemnitz                          | Sachsen                      | 1997                                                       |
| Albuquerque (New Mexico)      | Helmstedt                         | Niedersachsen                | 1983                                                       |
| Anderson (Indiana)            | Bernburg                          | Sachsen-Anhalt               | 1998                                                       |
| Ann Arbor (Michigan)          | Tübingen                          | Baden-Württemberg            | 1965                                                       |
| Arlington (Texas)             | Bad Königshofen                   | Bayern                       | 1952                                                       |
| Arlington (Virginia)          | Aachen                            | Nordrhein-Westfalen          | 1993                                                       |
| Aspen (Colorado)              | Garmisch-Partenkirchen            | Bayern                       | 1966                                                       |
| Astoria (Oregon)              | Walldorf                          | Baden-Württemberg            | 1963                                                       |
| Atlanta (Georgia)             | Nürnberg                          | Bayern                       | 1998                                                       |
| Austin (Texas)                | Koblenz                           | Rheinland-Pfalz              | 1992                                                       |
| Baltimore (Maryland)          | Bremerhaven                       | Bremen                       | 2007 (nicht aktiv, siehe – aber historisch plausibel: )    |
| Bay City (Michigan)           | Ansbach                           | Bayern                       | 1961                                                       |
| Beaverton (Oregon)            | Trossingen                        | Baden-Württemberg            | 1993                                                       |
| Belleville (Illinois)         | Paderborn                         | Nordrhein-Westfalen          | 1990                                                       |
| Berkeley (Kalifornien)        | Jena                              | Thüringen                    | 1989                                                       |
| Bethlehem (Pennsylvania)      | Schwäbisch Gmünd                  | Baden-Württemberg            | 1991                                                       |
| Blue Ash (Ohio)               | Ilmenau                           | Thüringen                    | 2000                                                       |
| Boca Raton (Florida)          | Spandau                           | Berlin                       | 1979 bis 2003                                              |
| Bonita Springs (Florida)      | Grünstadt                         | Rheinland-Pfalz              | 1991                                                       |
| Brookfield (Wisconsin)        | Seligenstadt                      | Hessen                       | 2008                                                       |
| Buffalo (New York)            | Dortmund                          | Nordrhein-Westfalen          | 1977                                                       |
| Butte (Montana)               | Altensteig                        | Baden-Württemberg            | 1998                                                       |
| Centerville (Ohio)            | Bad Zwischenahn                   | Niedersachsen                | 1981                                                       |
| Charlotte (North Carolina)    | Krefeld                           | Nordrhein-Westfalen          | 1986                                                       |
| Chattanooga (Tennessee)       | Hamm                              | Nordrhein-Westfalen          | 1977                                                       |
| Chicago (Illinois)            | Hamburg                           | Hamburg                      | 1994                                                       |
| Cincinnati (Ohio)             | München                           | Bayern                       | 1989                                                       |
| Coldwater (Michigan)          | Soltau                            | Niedersachsen                | 1971                                                       |
| Columbia (Illinois)           | Gedern                            | Hessen                       | 1993                                                       |
| Columbia (South Carolina)     | Kaiserslautern                    | Rheinland-Pfalz              | 2000                                                       |
| Columbus (Indiana)            | Löhne                             | Nordrhein-Westfalen          | 1993                                                       |
| Columbus (Ohio)               | Dresden                           | Sachsen                      | 1992                                                       |
| Conway (Arkansas)             | Quakenbrück                       | Niedersachsen                | 1992                                                       |
| Crivitz (Wisconsin)           | Crivitz                           | Mecklenburg-Vorpommern       | 2001                                                       |
| Cullman (Alabama)             | Frankweiler                       | Rheinland-Pfalz              | 1987                                                       |
| Davenport (Iowa)              | Kaiserslautern                    | Rheinland-Pfalz              | 1960                                                       |
| Dayton (Ohio)                 | Augsburg                          | Bayern                       | 1964                                                       |
| Decatur (Illinois)            | Seevetal                          | Niedersachsen                | 1975                                                       |
| Delaware (Ohio)               | Baumholder                        | Rheinland-Pfalz              | 2011                                                       |
| Delphos (Ohio)                | Verl                              | Nordrhein-Westfalen          | 1998, siehe Artikel Städtepartnerschaft Verl–Delphos       |
| DeWitt (Iowa)                 | Bredstedt                         | Schleswig-Holstein           | 2001                                                       |
| Dinuba (Kalifornien)          | Malsch (Landkreis Karlsruhe)      | Baden-Württemberg            | 1975                                                       |
| Dixon (Illinois)              | Herzberg (Elster)                 | Brandenburg                  | 1999                                                       |
| El Cajon (Kalifornien)        | Sulzfeld                          | Baden-Württemberg            | 1976                                                       |
| Eldridge (Iowa)               | Schönberg (Kreis Plön)            | Schleswig-Holstein           | 2000                                                       |
| Englewood (Colorado)          | Belm                              | Niedersachsen                | 2007                                                       |
| Englewood (Ohio)              | Billerbeck                        | Nordrhein-Westfalen          | 1983                                                       |
| Ephrata (Pennsylvania)        | Eberbach                          | Baden-Württemberg            | 1976                                                       |
| Evansville (Indiana)          | Osnabrück                         | Niedersachsen                | 1991 Städtefreundschaft                                    |
| Faribault (Minnesota)         | Würzburg                          | Bayern                       | 1949 "Patenschaft"                                         |
| Farmers Branch (Texas)        | Garbsen                           | Niedersachsen                | 1990                                                       |
| Farmers Branch (Texas)        | Schönebeck (Elbe)                 | Sachsen-Anhalt               | 1995                                                       |
| Fitchburg (Massachusetts)     | Kleve                             | Nordrhein-Westfalen          | 1992                                                       |
| Fort Lauderdale (Florida)     | Duisburg                          | Nordrhein-Westfalen          | 2011                                                       |
| Fort Madison (Iowa)           | Prüm                              | Rheinland-Pfalz              | 1997                                                       |
| Fort Wayne (Indiana)          | Gera                              | Thüringen                    | 1992                                                       |
| Fort Worth (Texas)            | Trier                             | Rheinland-Pfalz              | 1987                                                       |
| Fountain Hills (Arizona)      | Dierdorf                          | Rheinland-Pfalz              | 2005                                                       |
| Frankenmuth (Michigan)        | Gunzenhausen                      | Bayern                       | 1962                                                       |
| Franklin (Tennessee)          | Bad Soden am Taunus               | Hessen                       | 2016                                                       |
| Frederick (Maryland)          | Schifferstadt, Mörzheim           | Rheinland-Pfalz              | 1982                                                       |
| Fredericksburg (Texas)        | Verbandsgemeinde Montabaur        | Rheinland-Pfalz              | 1996                                                       |
| Fredericksburg (Virginia)     | Schwetzingen                      | Baden-Württemberg            | 2012                                                       |
| Fresno (Kalifornien)          | Münster                           | Nordrhein-Westfalen          | 1986                                                       |
| Gastonia (North Carolina)     | Gotha                             | Thüringen                    | 1993                                                       |
| Germantown (Ohio)             | Marktheidenfeld                   | Bayern                       | 1979(Städtefreundschaft)                                   |
| Germantown (Tennessee)        | Königs Wusterhausen               | Brandenburg                  | 1994                                                       |
| Glandorf (Ohio)               | Glandorf                          | Niedersachsen                | 1976                                                       |
| Glendale (Arizona)            | Memmingen                         | Bayern                       | 1976                                                       |
| Grove City (Ohio)             | Lübtheen                          | Mecklenburg-Vorpommern       | 1993                                                       |
| Hackensack (New Jersey)       | Passau                            | Bayern                       | 1952                                                       |
| Hagerstown (Maryland)         | Wesel                             | Nordrhein-Westfalen          | 1952                                                       |
| Hermann (Missouri)            | Bad Arolsen                       | Hessen                       | 1987                                                       |
| Hibbing (Minnesota)           | Walsrode                          | Niedersachsen                | 2000                                                       |
| Hickory (North Carolina)      | Altenburger Land (Landkreis)      | Thüringen                    | 1997                                                       |
| Houston (Texas)               | Leipzig                           | Sachsen                      | 1993                                                       |
| Huber Heights (Ohio)          | Rheinsberg                        | Brandenburg                  | 1995                                                       |
| Hudson (Ohio)                 | Landsberg am Lech                 | Bayern                       | 1962                                                       |
| Indianapolis (Indiana)        | Köln                              | Nordrhein-Westfalen          | 1988                                                       |
| Jackson (Michigan)            | Varel                             | Niedersachsen                | 2002 (ad acta:)                                            |
| Jefferson City (Missouri)     | Münchberg                         | Bayern                       | 2004                                                       |
| Johnson City (Tennessee)      | Teterow                           | Mecklenburg-Vorpommern       | 1999                                                       |
| Keene (New Hampshire)         | Einbeck                           | Niedersachsen                | 2002                                                       |
| Kenosha (Wisconsin)           | Wolfenbüttel                      | Niedersachsen                | 1970                                                       |
| Kirkland (Washington)         | Emmerich                          | Nordrhein-Westfalen          | 1995                                                       |
| Kutztown (Pennsylvania)       | Altrip                            | Rheinland-Pfalz              | 2021                                                       |
| La Crosse (Wisconsin)         | Friedberg                         | Bayern                       | 2001                                                       |
| La Grange (Texas)             | Olfen                             | Nordrhein-Westfalen          | 1993                                                       |
| Lakewood (Colorado)           | Stade                             | Niedersachsen                | 1993(Städtefreundschaft)                                   |
| Lake Zurich (Illinois)        | Nittenau                          | Bayern                       | 1999                                                       |
| Lamar (Colorado)              | Pilsting                          | Bayern                       | 1991                                                       |
| Lancaster (Wisconsin)         | Heiden (Münsterland)              | Nordrhein-Westfalen          | 2010                                                       |
| Las Cruces (New Mexico)       | Nienburg/Weser                    | Niedersachsen                | 1991                                                       |
| Lawrence (Kansas)             | Eutin                             | Schleswig-Holstein           | 1989                                                       |
| Los Angeles (Kalifornien)     | Berlin                            | Berlin                       | 1967                                                       |
| Louisville (Kentucky)         | Mainz                             | Rheinland-Pfalz              | 1993                                                       |
| Madison (Wisconsin)           | Freiburg im Breisgau              | Baden-Württemberg            | 1987                                                       |
| Manchester (New Hampshire)    | Neustadt an der Weinstraße        | Rheinland-Pfalz              | 1992                                                       |
| Marietta (Georgia)            | Linz                              | Rheinland-Pfalz              | 1965                                                       |
| Melrose (Minnesota)           | Legden                            | Nordrhein-Westfalen          | 2007                                                       |
| Millstadt (Illinois)          | Groß-Bieberau                     | Hessen                       | 2000                                                       |
| Missoula (Montana)            | Neckargemünd                      | Baden-Württemberg            | 1993                                                       |
| Mobile (Alabama)              | Worms                             | Rheinland-Pfalz              | 1998                                                       |
| Mooresville (North Carolina)  | Hockenheim                        | Baden-Württemberg            | 2002                                                       |
| Muscatine (Iowa)              | Ludwigslust                       | Mecklenburg-Vorpommern       | 2004                                                       |
| Nashville (Tennessee)         | Magdeburg                         | Sachsen-Anhalt               | 2003                                                       |
| New Braunfels (Texas)         | Braunfels                         | Hessen                       | 1962                                                       |
| New Britain (Connecticut)     | Rastatt                           | Baden-Württemberg            | 1984                                                       |
| New Melle (Missouri)          | Melle                             | Niedersachsen                | 1988 (Freundschaftsvertrag)                                |
| New Haven (Missouri)          | Borgholzhausen                    | Nordrhein-Westfalen          | 1994                                                       |
| New Knoxville (Ohio)          | Ladbergen                         | Nordrhein-Westfalen          | 1993                                                       |
| New Ulm (Minnesota)           | Neu-Ulm und Ulm                   | Bayern und Baden-Württemberg | 1954                                                       |
| Newport News (Virginia)       | Greifswald                        | Mecklenburg-Vorpommern       | 2007                                                       |
| Norfolk (Virginia)            | Wilhelmshaven                     | Niedersachsen                | 1976                                                       |
| Ogden (Utah)                  | Hof (Saale)                       | Bayern                       | 1954                                                       |
| Omaha (Nebraska)              | Braunschweig                      | Niedersachsen                | 1992(Städtefreundschaft)                                   |
| Overland Park (Kansas)        | Bietigheim-Bissingen              | Baden-Württemberg            | 1999                                                       |
| Palo Alto (Kalifornien)       | Heidelberg                        | Baden-Württemberg            | 2017                                                       |
| Pasadena (Kalifornien)        | Ludwigshafen am Rhein             | Rheinland-Pfalz              | 1948                                                       |
| Portsmouth (Ohio)             | Zittau                            | Sachsen                      | 1992                                                       |
| Port Washington (Wisconsin)   | Sassnitz                          | Mecklenburg-Vorpommern       | 2017                                                       |
| Quincy (Illinois)             | Herford                           | Nordrhein-Westfalen          | 1987                                                       |
| Radcliff (Kentucky)           | Munster                           | Niedersachsen                | 1984                                                       |
| Raleigh (North Carolina)      | Rostock                           | Mecklenburg-Vorpommern       | 2001                                                       |
| Redford (Michigan)            | Gau-Algesheim                     | Rheinland-Pfalz              | 1990 (Städtefreundschaft)                                  |
| Richfield (Ohio)              | Wolfach                           | Baden-Württemberg            | 1971                                                       |
| Riverside (Kalifornien)       | Erlangen                          | Bayern                       | 2011                                                       |
| Rochester (New York)          | Würzburg                          | Bayern                       | 1964                                                       |
| Rockville (Maryland)          | Pinneberg                         | Schleswig-Holstein           | 1957                                                       |
| Rolla (Missouri)              | Sondershausen                     | Thüringen                    | 1998                                                       |
| Running Springs (Kalifornien) | Sehmatal (Cranzahl im Erzgebirge) | Sachsen                      | ?                                                          |
| St. Cloud (Minnesota)         | Spalt                             | Bayern                       | 2006                                                       |
| St. Louis (Missouri)          | Stuttgart                         | Baden-Württemberg            | 1960                                                       |
| St. Marys (Ohio)              | Lienen                            | Nordrhein-Westfalen          | 1995                                                       |
| Saint Paul (Minnesota)        | Neuss                             | Nordrhein-Westfalen          | 1998                                                       |
| Saline (Michigan)             | Lindenberg im Allgäu              | Bayern                       | 2003                                                       |
| Sandy (Utah)                  | Riesa                             | Sachsen                      | 2002                                                       |
| San Francisco (Kalifornien)   | Kiel                              | Schleswig-Holstein           | 2017                                                       |
| Santa Monica (Kalifornien)    | Hamm                              | Nordrhein-Westfalen          | 1969                                                       |
| Savannah (Georgia)            | Halle (Saale)                     | Sachsen-Anhalt               | 2011                                                       |
| Saxonburg (Pennsylvania)      | Mühlhausen                        | Thüringen                    | 2008                                                       |
| Seguin (Texas)                | Vechta                            | Niedersachsen                | 1995(inoffiziell)                                          |
| Shawnee (Oklahoma)            | Erfurt                            | Thüringen                    | 1993                                                       |
| Sheboygan (Wisconsin)         | Esslingen                         | Baden-Württemberg            | 1967                                                       |
| Shelbyville (Kentucky)        | Bitburg                           | Rheinland-Pfalz              | 1961                                                       |
| Shoreview (Minnesota)         | Einhausen                         | Hessen                       | 2003                                                       |
| Sierra Vista (Arizona)        | Radebeul                          | Sachsen                      | 1998                                                       |
| Sioux Falls (South Dakota)    | Potsdam                           | Brandenburg                  | 1990                                                       |
| South Bend (Indiana)          | Arzberg                           | Bayern                       | 2005                                                       |
| Springfield (Ohio)            | Wittenberg                        | Sachsen-Anhalt               | 1995                                                       |
| Sturgis (Michigan)            | Wiesloch                          | Baden-Württemberg            | 1966                                                       |
| Tempe (Arizona)               | Regensburg                        | Bayern                       | 1976                                                       |
| Tinley Park (Illinois)        | Büdingen                          | Hessen                       | 1989                                                       |
| Toledo (Ohio)                 | Delmenhorst                       | Niedersachsen                | 2002                                                       |
| Toledo (Ohio)                 | Coburg                            | Bayern                       | 2017                                                       |
| Tomball (Texas)               | Telgte                            | Nordrhein-Westfalen          | 2000                                                       |
| Tulsa (Oklahoma)              | Celle                             | Niedersachsen                | 2000                                                       |
| Tuscaloosa (Alabama)          | Schorndorf                        | Baden-Württemberg            | 1996                                                       |
| Vandalia (Ohio)               | Lichtenfels                       | Bayern                       | 1975                                                       |
| Vermillion (South Dakota)     | Ratingen                          | Nordrhein-Westfalen          | 1983                                                       |
| Vincennes (Indiana)           | Wasserburg am Inn                 | Bayern                       | 1999                                                       |
| Virginia Beach (Virginia)     | Waiblingen                        | Baden-Württemberg            | 2017                                                       |
| Walcott (Iowa)                | Bredenbek                         | Schleswig-Holstein           | 1997                                                       |
| Waldorf (Maryland)            | Walldorf                          | Baden-Württemberg            | 2002                                                       |
| Wapakoneta (Ohio)             | Lengerich                         | Nordrhein-Westfalen          | 1994                                                       |
| Washington (Missouri)         | Marbach am Neckar                 | Baden-Württemberg            | 1990                                                       |
| Waverly (Iowa)                | Eisenach                          | Thüringen                    | 1992                                                       |
| Waterloo (Iowa)               | Gießen                            | Hessen                       | 1981                                                       |
| Weimar (Texas)                | Weimar                            | Thüringen                    | 1992 (beendet, siehe                                       |
| West Bend (Wisconsin)         | Heppenheim                        | Hessen                       | 2004                                                       |
| West Chicago (Illinois)       | Taufkirchen (Vils)                | Bayern                       | 1999                                                       |
| Wichita Falls (Texas)         | Fürstenfeldbruck                  | Bayern                       | 1985                                                       |
| Wilmington (Delaware)         | Fulda                             | Hessen                       | 1997                                                       |
| Worthington (Minnesota)       | Crailsheim                        | Baden-Württemberg            | 1947 (die erste deutsch-amerikanische Städtepartnerschaft) |
| York (Pennsylvania)           | Leinfelden-Echterdingen           | Baden-Württemberg            | 1989                                                       |
| Yorktown (Virginia)           | Zweibrücken                       | Rheinland-Pfalz              | 1978                                                       |
| Zell (Missouri)               | Zell-Weierbach                    | Baden-Württemberg            | 1993                                                       |